# Otsa
Otsa (Duits: Otza) is een plaats in de Estlandse gemeente Võru vald, provincie Võrumaa. De plaats heeft de status van dorp (Estisch: küla).
De plaats lag tot in oktober 2017 in de gemeente Lasva. In die maand ging de gemeente op in de gemeente Võru vald.

## Bevolking
De ontwikkeling van het aantal inwoners blijkt uit het volgende staatje:
| Jaar            | 2011 | 2017 | 2019 | 2021 |
| --------------- | ---- | ---- | ---- | ---- |
| Aantal inwoners | 115  | 151  | 145  | 129  |

## Ligging
Otsa ligt aan de spoorlijn Valga - Petsjory, die sinds 2001 alleen nog voor goederenvervoer wordt gebruikt. De plaats had een halte aan die spoorlijn.

## Geschiedenis
Otsa werd voor het eerst genoemd in 1684 als ‘Gesinde’ (nederzetting) op het landgoed Bentenhof (Pindi). In 1765 werd de plaats genoemd als dorp Otsa en in 1839 als dorp Otza. In 1887 werd het dorp afgebroken en veranderd in een veehouderij (Estisch: karjamõis). Na 1920 ontstond op de grond van de vroegere veehouderij weer een dorp.
In 1977 werd het buurdorp Pille bij Otsa gevoegd. Het buurdorp Tiri maakte tussen 1977 en 1997 deel uit van Otsa.

## Foto's

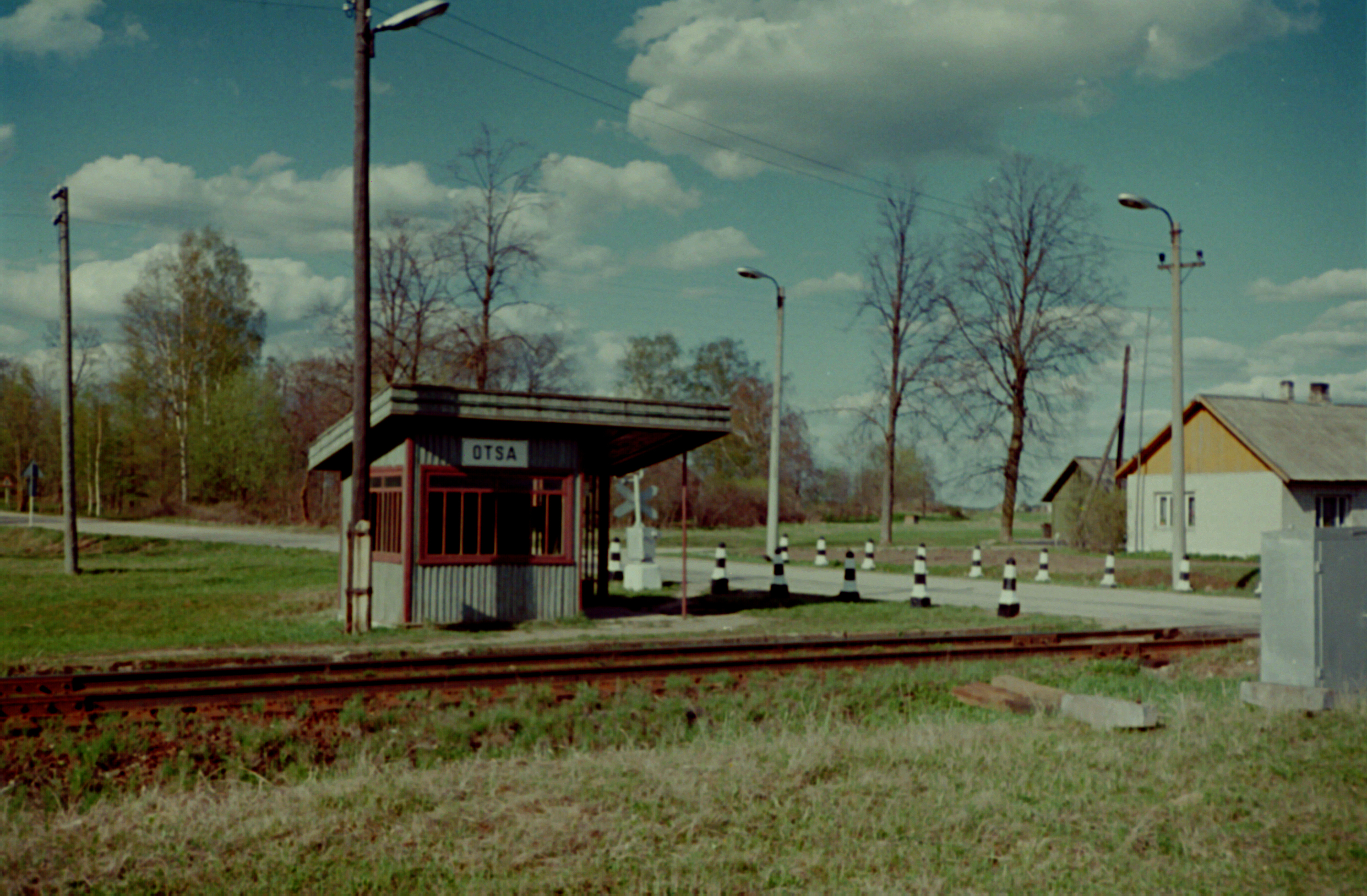
Halte Otsa in 1996, toen er nog passagiersverkeer was
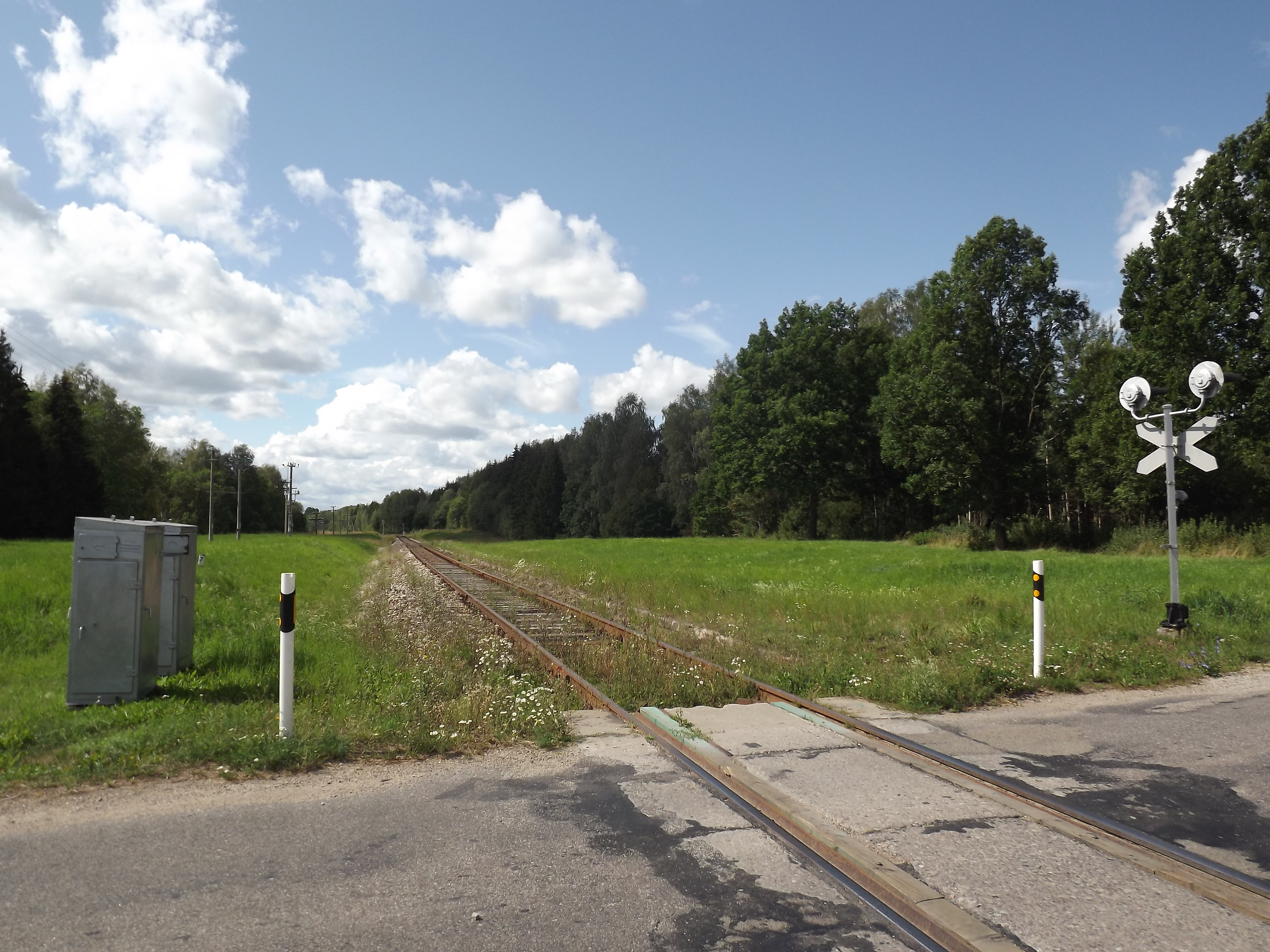
De spoorlijn bij Otsa anno 2014